# Джефферсон (округ, Арканзас)
Шаблон:StateAbbr_ 34°17′15″ пн. ш. 91°56′32″ зх. д. / 34.2875° пн. ш. 91.942222222222° зх. д.
Округ Джефферсон (англ. Jefferson County) — округ (графство) у штаті Арканзас. Ідентифікатор округу 05069.

## Історія
Округ утворений 1829 року.

## Демографія
За даними перепису
2000 року
загальне населення округу становило 84278 осіб, зокрема міського населення було 58584, а сільського — 25694.
Серед мешканців округу чоловіків було 41249, а жінок — 43029. В окрузі було 30555 домогосподарств, 21508 родин, які мешкали в 34350 будинках.
Середній розмір родини становив 3,13.
Віковий розподіл населення поданий у таблиці:
| Стать    | До 15 років | 15-21 | 22-29 | 30-39 | 40-49 | 50-65 | 65-85 | Понад 85 |
| -------- | ----------- | ----- | ----- | ----- | ----- | ----- | ----- | -------- |
| Чоловіки | 9212        | 4909  | 4578  | 5810  | 6250  | 6202  | 3891  | 397      |
| Жінки    | 8980        | 4805  | 4239  | 5806  | 6249  | 6350  | 5532  | 1068     |

## Суміжні округи
- Лоноук — північний схід
- Арканзас — схід
- Лінкольн — південний схід
- Клівленд — південний захід
- Грант — захід
- Пуласкі — північний захід

## Виноски
1. ↑  http://jeffersoncounty.arkansas.gov/
2. ↑  U.S. Decennial Census. United States Census Bureau. Архів оригіналу за 26 квітня 2015. Процитовано 26 серпня 2015.
3. ↑  Historical Census Browser. University of Virginia Library. Архів оригіналу за 11 серпня 2012. Процитовано 26 серпня 2015.
4. ↑  Forstall, Richard L., ред. (27 березня 1995). Population of Counties by Decennial Census: 1900 to 1990. United States Census Bureau. Архів оригіналу за 24 вересня 2015. Процитовано 26 серпня 2015.
5. ↑  Census 2000 PHC-T-4. Ranking Tables for Counties: 1990 and 2000 (PDF). United States Census Bureau. 2 квітня 2001. Архів оригіналу (PDF) за 18 грудня 2014. Процитовано 26 серпня 2015.
6. ↑  State & County QuickFacts. United States Census Bureau. Архів оригіналу за 7 червня 2011. Процитовано 22 травня 2014.(англ.) Наведено за англійською вікіпедією.
7. ↑  American FactFinder. Бюро перепису населення США. Архів оригіналу за 21 травня 2008. Процитовано 31 січня 2008.

| США | Це незавершена стаття з географії США. Ви можете допомогти проєкту, виправивши або дописавши її. |